# IC 2512
IC 2512 — галактика типу SBab () у сузір'ї Насос.
Цей об'єкт міститься в оригінальній редакції індексного каталогу.